# Волошин Микола Григорович
Микола Григорович Волошин (нар. 1 січня 1927, Кривий Ріг — пом. 20 вересня 2000, Нижній Новгород) — радянський і російський театральний актор. Народний артист РРФСР з 1981 року. Лауреат Державної премії РРФСР імені К. С. Станіславського (1968).

## Біографія
Народився 1 січня 1927 року в місті Кривий Ріг.
У 1952 році закінчив ГІТІС.
У 1952—1955 роках грав у Свердловському театрі драми.
У 1956—1993 роках був актором Горьковського академічного театру драми імені М. Горького.
Помер 20 вересня 2000 року. Похований на Нижегородському цвинтарі «Мар'їна Роща».

## Творча діяльність

### Роботи в театрі
- «Обрив» Івана Гончарова —  Марк Волохов
- «Інтервенція» Л. Славіна —  Бродський
- «Дачники» Максима Горького —  Замислов
- «Анна Кареніна» по Л. Толстому —  князь Облонський
- «Джо Келлер і його сини» Артура Міллера —  Джордж Дівер
- «Юпітер сміється» А. Кроніна —  Торогуд
- «На дні» Максима Горького —  Сатин
- «Фальшива монета» Максима Горького —  Глинкін
- «Основи суспільності» Г. Ібсена —  консул Берник
- «Три сестри» А. П. Чехова —  Вершинін
- «На горах» П. Мельникова-Печерського —  Самоквасов
- «Діти сонця» М. Горького —  Чепурной
- «Надзвичайний посол» А. і П. Тур —  Чумаков
- «Спекотне літо в Берліні» Д. Кьюсак —  Тод Ірвін
- «Діти Ванюшина» С. Найдьонова —  Костянтин
- «Вороги» М. Горького —  Яків Бардін
- «Іуда Головльов» М. Є. Салтикова-Щедріна —  Степан
- «Ретро» А. Галина —  Чмутіної
- «І сталося одного дня» (Звалище) А. Дударєва —  Піфагор
- «Матінка Кураж та її діти» Б. Брехта —  Кухар
- «Кішка на розпеченому даху» Т. Вільямса —  Великий Па
- «Святая святих» І. Друце —  Келін
- «День Перемоги серед війни» І. Гаручава —  Литаври
- «Енергійні люди» В. М. Шукшина —  Проста людина
- «Вірність» В. Панової —  Милованов
- «Вечір» О. Дударєва —  Мультик
- «Дивіться, хто прийшов» У. Арро —  Табунов
- «Круглий стіл під абажуром» В. Арро —  Гудков
- «Кін IV» Г. Горіна —  Лорд Мьюїл

### Фільмографія
- 1942 — Як гартувалася криця — товариш Лещинського
- 1965 — На завтрашній вулиці — Едуард Миколайович Заприводін, керівник основних споруд будівництва електростанції
- 1987 — Жменяки — епізод
- 1988 — Хліб — іменник — Михайло Аверьянович Харламов
- 1990 — А в Росії знову окаянні дні — Михайло Георгійович
- 1990 — Сім'я вовкулаків — Яків, померлий дідусь, що став вампіром
- 1990 — Українська вендетта — дід Ілько

## Нагороди
- Заслужений артист РРФСР (21 травня 1968);
- Народний артист РРФСР (21 жовтня 1981);
- Державна премія РРФСР імені К. С. Станіславського — за роль Сатину у виставі «На дні» М. Горького (1968);
- Орден «Знак Пошани»;
- медалі.